# Mehmet Öztonga
Mehmet Öztonga (* 12. August 1990 in İzmit) ist ein türkischer Fußballspieler. Sein älterer Cousin Engin Öztonga war über ein Jahrzehnt als Profifußballspieler in der Süper Lig und der TFF 1. Lig aktiv.

## Karriere
Öztonga erlernte das Fußballspielen u. a. in der Nachwuchsabteilung Kocaelispors. Hier erhielt er im Oktober 2006 zwar einen Profivertrag, spielte aber die nächsten drei Jahre weiterhin ausschließlich für die Nachwuchs- bzw. Reservemannschaften. Erst gegen Ende der Saison 2008/09 absolvierte er beim damaligen Erstligisten bis zum Saisonende drei Ligaspiele. Nachdem der Verein zum Sommer 2009 den Klassenerhalt verfehlte und in der nächsten Saison in der TFF 1. Lig spielen musste, blieb Öztonga dem Verein treu und spielte in 15 Ligapartien. Da Kocaelispor auch den Klassenerhalt in dieser Liga verfehlte, verließ Öztonga den kriselnden Klub und wechselte zum Zweitligisten Diyarbakırspor. Ohne eine Pflichtspiel für diesen Klub absolviert zu haben, zog er zur nächsten Wintertransferperiode zum Ligarivalen Kayseri Erciyesspor. Hier wurde er in einem Jahr nur sporadisch eingesetzt und für die Rückrunde der Spielzeit 2011/12 an den Viertligisten Diyarbakır Kayapınar Belediyespor ausgeliehen.
Im Sommer 2012 verließ Öztonga Erciyesspor und spielte abschließend nacheinander für die Vereine Erzurum Büyükşehir Belediyespor, Gölcükspor und  Nazilli Belediyespor.
In der Wintertransferperiode 2014/15 wurde er vom Istanbuler Drittligisten Ümraniyespor verpflichtet. In seiner zweiten Saison, der Saison 2015/16, stieg er mit diesem Klub als Meister der TFF 2. Lig in die TFF 1. Lig auf.

## Erfolge
Mit Ümraniyespor
- Meister der TFF 2. Lig und Aufstieg in die TFF 1. Lig: 2015/16